# اکاستولول
اکاستولول (انگلیسی: Ecastolol) یک بتا بلاکر است.